# Luís Carlos Novo Neto
Luís Carlos Novo Neto, noto semplicemente come Neto (Póvoa de Varzim, 26 maggio 1988), è un ex calciatore portoghese, di ruolo difensore, vice allenatore dello Sporting Lisbona.

## Biografia
In patria, per le sue doti calcistiche, è stato paragonato più volte a Ricardo Carvalho.
Lo zio Vitoriano Ramos – come i suoi figli Francisco ed Hernâni – e l'altro suo cugino Ricardo Jorge Novo Nunes sono o sono stati anch'essi calciatori.

## Carriera

### Club
Dopo aver giocato con le maglie di Varzim (52 presenze e 3 gol) e Nacional (25 presenze), il 17 agosto 2012 passa al Siena.
Ha debuttato con la nuova maglia il 19 agosto giocando da titolare la sfida di Coppa Italia vinta contro il Vicenza per 4-2.
Debutta da titolare in campionato il 26 agosto nello 0-0 contro il Torino.
Segna il suo primo e unico gol nella massima serie italiana nella partita persa 1-3 contro la Roma.
Il 1º febbraio 2013 viene acquistato a titolo definitivo dai russi dello Zenit San Pietroburgo per circa 6 milioni di euro; al giocatore 4 anni e mezzo di contratto.

### Nazionale
Ha giocato nella nazionale portoghese Under-20.
Conta 6 presenze con la nazionale Under-21.
Nel 2013 esordisce in nazionale maggiore, e nel 2014 fa parte della rosa scelta dal C.T. Paulo Bento per il campionato mondiale in Brasile.

## Statistiche

### Presenze e reti nei club
| Stagione                     | Squadra                      | Campionato                   | Campionato | Campionato | Coppe nazionali | Coppe nazionali | Coppe nazionali | Coppe continentali | Coppe continentali | Coppe continentali | Altre coppe | Altre coppe | Altre coppe | Totale | Totale |
| Stagione                     | Squadra                      | Comp                         | Pres       | Reti       | Comp            | Pres            | Reti            | Comp               | Pres               | Reti               | Comp        | Pres        | Reti        | Pres   | Reti   |
| ---------------------------- | ---------------------------- | ---------------------------- | ---------- | ---------- | --------------- | --------------- | --------------- | ------------------ | ------------------ | ------------------ | ----------- | ----------- | ----------- | ------ | ------ |
| 2007-2008                    | Varzim                       | SD                           | 5          | 0          | CP+CdL          | 0               | 0               | -                  | -                  | -                  | -           | -           | -           | 5      | 0      |
| 2008-2009                    | Varzim                       | SD                           | 8          | 0          | CP+CdL          | 0               | 0               | -                  | -                  | -                  | -           | -           | -           | 8      | 0      |
| 2009-2010                    | Varzim                       | SD                           | 12         | 0          | CP+CdL          | 1+2             | 0               | -                  | -                  | -                  | -           | -           | -           | 15     | 0      |
| 2010-2011                    | Varzim                       | SD                           | 28         | 2          | CP+CdL          | 3+3             | 0               | -                  | -                  | -                  | -           | -           | -           | 34     | 2      |
| Totale Varzim                | Totale Varzim                | Totale Varzim                | 53         | 2          |                 | 9               | 0               |                    | -                  | -                  |             | -           | -           | 62     | 2      |
| 2011-2012                    | Nacional                     | PL                           | 25         | 0          | CP+CdL          | 6+2             | 1+0             | UEL                | 0                  | 0                  | -           | -           | -           | 33     | 1      |
| 2012-gen. 2013               | Siena                        | A                            | 20         | 1          | CI              | 2               | 0               | -                  | -                  | -                  | -           | -           | -           | 22     | 1      |
| gen.-giu. 2013               | Zenit San Pietroburgo        | PL                           | 9          | 1          | KR              | 2               | 0               | UEL                | 3                  | 0                  | SR          | -           | -           | 14     | 1      |
| 2013-2014                    | Zenit San Pietroburgo        | PL                           | 25         | 0          | KR              | 1               | 0               | UCL                | 7                  | 0                  | SR          | 1           | 0           | 34     | 0      |
| 2014-2015                    | Zenit San Pietroburgo        | PL                           | 20         | 0          | KR              | 2               | 0               | UCL+UEL            | 2+6                | 0                  | -           | -           | -           | 30     | 0      |
| 2015-2016                    | Zenit San Pietroburgo        | PL                           | 22         | 0          | KR              | 5               | 0               | UCL                | 7                  | 0                  | SR          | 1           | 0           | 35     | 0      |
| 2016-2017                    | Zenit San Pietroburgo        | PL                           | 25         | 0          | KR              | 2               | 0               | UEL                | 7                  | 0                  | SR          | 1           | 0           | 35     | 0      |
| ago. 2017                    | Zenit San Pietroburgo        | PL                           | 4          | 0          | KR              | 0               | 0               | UEL                | 2                  | 0                  | -           | -           | -           | 6      | 0      |
| ago. 2017-2018               | Fenerbahçe                   | SL                           | 13         | 0          | TK              | 3               | 0               | UEL                | -                  | -                  | -           | -           | -           | 16     | 0      |
| 2018-2019                    | Zenit San Pietroburgo        | PL                           | 13         | 0          | KR              | 2               | 0               | UEL                | 6                  | 0                  | -           | -           | -           | 21     | 0      |
| Totale Zenit San Pietroburgo | Totale Zenit San Pietroburgo | Totale Zenit San Pietroburgo | 118        | 1          |                 | 14              | 0               |                    | 40                 | 0                  |             | 3           | 0           | 175    | 1      |
| 2019-2020                    | Sporting Lisbona             | PL                           | 12         | 0          | CP+CdL          | 1+3             | 0               | UEL                | 5                  | 0                  | SP          | 1           | 0           | 22     | 0      |
| 2020-2021                    | Sporting Lisbona             | PL                           | 22         | 0          | CP+CdL          | 3+1             | 0               | UEL                | 2                  | 0                  | -           | -           | -           | 28     | 0      |
| 2021-2022                    | Sporting Lisbona             | PL                           | 21         | 0          | CP+CdL          | 4+4             | 0               | UCL                | 6                  | 0                  | SP          | 0           | 0           | 35     | 0      |
| 2022-2023                    | Sporting Lisbona             | PL                           | 6          | 0          | CP+CdL          | 0               | 0               | UCL+UEL            | 1+0                | 0                  | -           | -           | -           | 7      | 0      |
| 2023-2024                    | Sporting Lisbona             | PL                           | 6          | 0          | CP+CdL          | 4+2             | 1+0             | UEL                | 2                  | 0                  | -           | -           | -           | 14     | 1      |
| Totale Sporting Lisbona      | Totale Sporting Lisbona      | Totale Sporting Lisbona      | 67         | 0          |                 | 22              | 1               |                    | 16                 | 0                  |             | 1           | 0           | 106    | 1      |
| Totale carriera              | Totale carriera              | Totale carriera              | 296        | 4          |                 | 58              | 2               |                    | 56                 | 0                  |             | 4           | 0           | 414    | 6      |

### Cronologia presenze e reti in nazionale
| Cronologia completa delle presenze e delle reti in nazionale ― Portogallo | Cronologia completa delle presenze e delle reti in nazionale ― Portogallo | Cronologia completa delle presenze e delle reti in nazionale ― Portogallo | Cronologia completa delle presenze e delle reti in nazionale ― Portogallo | Cronologia completa delle presenze e delle reti in nazionale ― Portogallo | Cronologia completa delle presenze e delle reti in nazionale ― Portogallo | Cronologia completa delle presenze e delle reti in nazionale ― Portogallo | Cronologia completa delle presenze e delle reti in nazionale ― Portogallo |
| Data                                                                      | Città                                                                     | In casa                                                                   | Risultato                                                                 | Ospiti                                                                    | Competizione                                                              | Reti                                                                      | Note                                                                      |
| ------------------------------------------------------------------------- | ------------------------------------------------------------------------- | ------------------------------------------------------------------------- | ------------------------------------------------------------------------- | ------------------------------------------------------------------------- | ------------------------------------------------------------------------- | ------------------------------------------------------------------------- | ------------------------------------------------------------------------- |
| 6-2-2013                                                                  | Guimarães                                                                 | Portogallo                                                                | 2 – 3                                                                     | Ecuador                                                                   | Amichevole                                                                | -                                                                         |                                                                           |
| 7-6-2013                                                                  | Lisbona                                                                   | Portogallo                                                                | 1 – 0                                                                     | Russia                                                                    | Qual. Mondiali 2014                                                       | -                                                                         | 88’                                                                       |
| 14-8-2013                                                                 | Faro                                                                      | Portogallo                                                                | 1 – 1                                                                     | Paesi Bassi                                                               | Amichevole                                                                | -                                                                         | 82’                                                                       |
| 10-9-2013                                                                 | Foxborough                                                                | Brasile                                                                   | 3 – 1                                                                     | Portogallo                                                                | Amichevole                                                                | -                                                                         | 46’                                                                       |
| 15-10-2013                                                                | Coimbra                                                                   | Portogallo                                                                | 3 – 0                                                                     | Lussemburgo                                                               | Qual. Mondiali 2014                                                       | -                                                                         |                                                                           |
| 5-3-2014                                                                  | Leiria                                                                    | Portogallo                                                                | 5 – 1                                                                     | Camerun                                                                   | Amichevole                                                                | -                                                                         |                                                                           |
| 31-5-2014                                                                 | Oeiras                                                                    | Portogallo                                                                | 0 – 0                                                                     | Grecia                                                                    | Amichevole                                                                | -                                                                         | 89’                                                                       |
| 6-6-2014                                                                  | Foxborough                                                                | Messico                                                                   | 0 – 1                                                                     | Portogallo                                                                | Amichevole                                                                | -                                                                         | 79’                                                                       |
| 10-6-2014                                                                 | East Rutherford                                                           | Irlanda                                                                   | 1 – 5                                                                     | Portogallo                                                                | Amichevole                                                                | -                                                                         | 65’                                                                       |
| 11-10-2015                                                                | Belgrado                                                                  | Serbia                                                                    | 1 – 2                                                                     | Portogallo                                                                | Qual. Euro 2016                                                           | -                                                                         | 46’                                                                       |
| 17-11-2015                                                                | Lussemburgo                                                               | Lussemburgo                                                               | 0 – 2                                                                     | Portogallo                                                                | Amichevole                                                                | -                                                                         |                                                                           |
| 28-3-2017                                                                 | Funchal                                                                   | Portogallo                                                                | 2 – 3                                                                     | Svezia                                                                    | Amichevole                                                                | -                                                                         |                                                                           |
| 3-6-2017                                                                  | Estoril                                                                   | Portogallo                                                                | 4 – 0                                                                     | Cipro                                                                     | Amichevole                                                                | -                                                                         |                                                                           |
| 2-7-2017                                                                  | Mosca                                                                     | Portogallo                                                                | 2 – 1 dts                                                                 | Messico                                                                   | Conf. Cup 2017 - Finale 3º posto                                          | -                                                                         |                                                                           |
| 7-10-2017                                                                 | Andorra la Vella                                                          | Andorra                                                                   | 0 – 2                                                                     | Portogallo                                                                | Qual. Mondiali 2018                                                       | -                                                                         |                                                                           |
| 10-11-2017                                                                | Viseu                                                                     | Portogallo                                                                | 3 – 0                                                                     | Arabia Saudita                                                            | Amichevole                                                                | -                                                                         |                                                                           |
| 14-11-2017                                                                | Leiria                                                                    | Portogallo                                                                | 1 – 1                                                                     | Stati Uniti                                                               | Amichevole                                                                | -                                                                         | 10’                                                                       |
| 26-3-2018                                                                 | Ginevra                                                                   | Paesi Bassi                                                               | 3 – 0                                                                     | Portogallo                                                                | Amichevole                                                                | -                                                                         | 46’                                                                       |
| 14-10-2018                                                                | Londra                                                                    | Scozia                                                                    | 1 – 3                                                                     | Portogallo                                                                | Amichevole                                                                | -                                                                         |                                                                           |
| Totale                                                                    |                                                                           | Presenze                                                                  | 19                                                                        |                                                                           | Reti                                                                      | 0                                                                         |                                                                           |

## Palmarès

### Club
- Campionato russo: 2

Zenit San Pietroburgo: 2014-2015, 2018-2019
- Supercoppa di Russia: 2

Zenit San Pietroburgo: 2015, 2016
- Coppa di Russia: 1

Zenit San Pietroburgo: 2015-2016
- Coppa di Lega portoghese: 2

Sporting Lisbona: 2020-2021, 2021-2022
- Campionato portoghese: 2

Sporting Lisbona: 2020-2021, 2023-2024
- Supercoppa di Portogallo: 1

Sporting Lisbona: 2021